# Замойский повет
Замойский повет (пол. Powiat zamojski) — повет (район) в Польше, входит как административная единица в Люблинское воеводство. Центр повета — город Замость (в состав повета не входит). Занимает площадь 1872,27 км². Население — 108 393 человека (на 31 декабря 2015 года).

## Административное деление
- города: Краснобруд, Щебжешин, Звежинец
- городско-сельские гмины: Гмина Краснобруд, Гмина Щебжешин, Гмина Звежинец
- сельские гмины: Гмина Адамув, Гмина Грабовец, Гмина Комарув-Осада, Гмина Лабуне, Гмина Мёнчин, Гмина Нелиш, Гмина Радечница, Гмина Ситно, Гмина Скербешув, Гмина Стары-Замость, Гмина Сулув, Гмина Замость

## Демография
Население повята дано на 31 декабря 2015 года.
| Перепись            | Всего   | Мужчины | Женщины |
| ------------------- | ------- | ------- | ------- |
| Всего               | 108 393 | 53 359  | 55 034  |
| Городское население | 11 550  | 5547    | 6003    |
| Сельское население  | 96 843  | 47 812  | 49 031  |